# Phou Bia
Phou Bia (en lao: ພູເບຍ; que significaría "Montaña de plata" o "Montaña plateada") es la montaña más alta de Laos, país del Sudeste Asiático. Se encuentra en la Cordillera Annamita, al límite sur de la Meseta de Xiangkhoang en la provincia de Xiangkhoang.
Se encuentra en una zona militar restringida cerca de la base aérea abandonada de Long Chen, y por eso son escasos los visitantes extranjeros. Artefactos explosivos sin detonar complican aún más el acceso. Hasta julio de 2008, no ha habido ninguna subida conocida por una persona extranjera por lo menos en 30 años.